# Walhain
Walhain (wallonisch Walin) ist eine Gemeinde in der französischsprachigen Provinz Wallonisch-Brabant und der geografische Mittelpunkt Belgiens. Sie besteht aus den drei Ortsteilen Nil-Saint-Vincent-Saint-Martin, Tourinnes-Saint-Lambert und Walhain-Saint-Paul. Walhain grenzt an die Gemeinden Chastre, Mont-Saint-Guibert, Chaumont-Gistoux, Incourt und Perwez in Wallonisch Brabant sowie an Gembloux in der Provinz Namur.

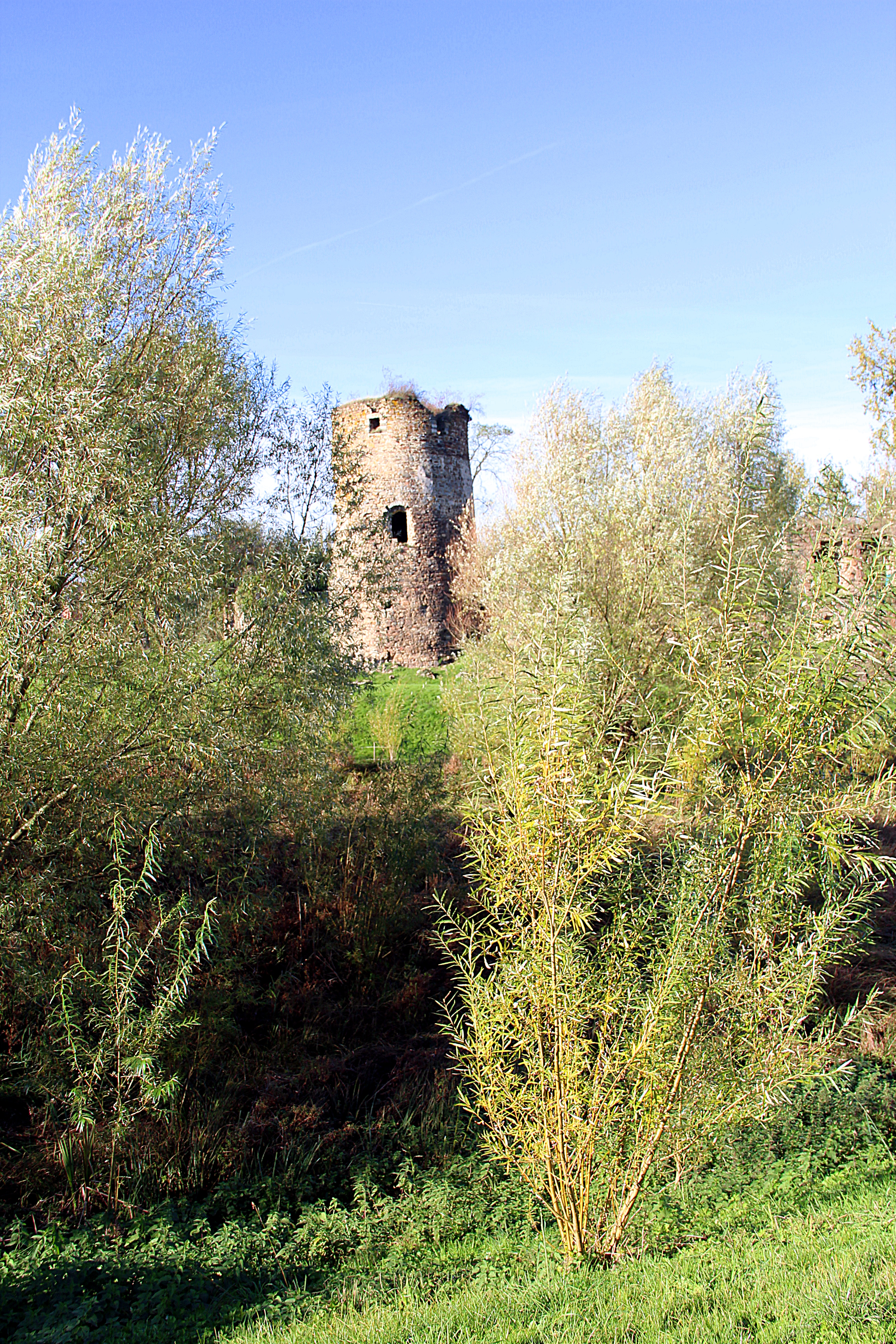
Schlossturm (12. Jahrhundert)

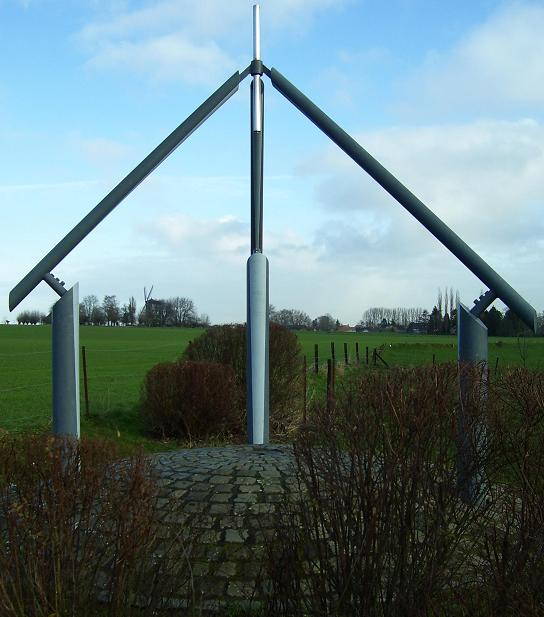
Geografischer Mittelpunkt Belgiens

## Geografische Lage
In Walhain befindet sich im Tal des Baches Nil bei Nil-Saint-Vincent der geografische Mittelpunkt Belgiens (50° 38′ 28″ N, 4° 40′ 5″ O). Um diesen auch optisch darzustellen, wurde ein von dem ortsansässigen Architekten Bernard Defrenne entworfenes Monument aufgestellt. Es steht auf einem Sockel, der die Erdkruste darstellen soll und in den 12 Lampen eingelassen sind, welche für die zwölf EG-Staaten stehen. Drei Säulen, die die drei Regionen Belgiens symbolisieren, tragen eine Pyramide, in deren Mitte eine Stahlrohr befestigt ist, das den Mittelpunkt Belgiens anzeigt. Davor informieren drei Tafeln auf Deutsch, Französisch und Niederländisch über die Bedeutung der Einzelteile des Denkmals. Die Einweihung fand am 22. August 1998 statt.

## Politik
Der Gemeinderat (Conseil Communal) hat 17 Mitglieder; aus ihm heraus wird das Collège mit dem Bürgermeister und vier Schöffen (Echevins) gebildet.